# 纖細小舌石蛾
纖細小舌石蛾（学名：Agapetus tenuis）为舌石蛾科舌石蛾屬下的一个种。